# Plauen (Vogtland) Oberer Bahnhof
Plauen (Vogtland) Oberer Bahnhof is een spoorwegstation in de Duitse plaats Plauen. Het station werd in 1848 geopend.